# Jekatěrina Jurlovová-Perchtová
Jekatěrina Jurlovová-Perchtová, rozená Jekatěrina Viktorovna Jurlovová (rusky Екатери́на Ви́кторовна Ю́рлова, * 23. února 1985, Leningrad, Sovětský svaz, dnes Rusko) je ruská biatlonistka, jejímž největším úspěchem je zlatá medaile z vytrvalostního závodu na Mistrovství světa v biatlonu 2015 ve finském Kontiolahti. Na domácím ME v biatlonu 2009 v ruské Ufě obsadila s ženskou štafetou druhé místo. Z Mistrovství Evropy má ještě další 3 bronzové medaile.
Ve světovém poháru dokázala zvítězit ve stíhacím závodu v italské Anterselvě v sezóně 2015/16, když startovala ze 3. pozice po sprintu. S ruskou ženskou štafetou zvítězila v sezóně 2018/2019 v Oberhofu.
Sportovní kariéru ukončila v roce 2024.

## Výsledky

### Olympijské hry a mistrovství světa
| Sezóna  | D   | Místo                | SP           | SZ           | HZ           | IZ           | ŠT           | SŠT          | SZD | Věk    |
| ------- | --- | -------------------- | ------------ | ------------ | ------------ | ------------ | ------------ | ------------ | --- | ------ |
| 2010/11 | MS  | Chanty-Mansijsk      | 6.           | 10.          | 15.          | 7.           | 8.           | –            | ×   | 26 let |
| 2012/13 | MS  | Nové Město na Moravě | –            | –            | –            | 32.          | –            | –            | ×   | 27 let |
| 2014/15 | MS  | Kontiolahti          | –            | –            | 11.          | 1.           | 4.           | –            | ×   | 30 let |
| 2015/16 | MS  | Oslo                 | 19.          | 11.          | 13.          | 11.          | 11.          | 7.           | ×   | 31 let |
| 2016/17 | MS  | Hochfilzen           | nestartovala | nestartovala | nestartovala | nestartovala | nestartovala | nestartovala | ×   |        |
| 2017/18 | ZOH | Pchjongčchang        | nestartovala | nestartovala | nestartovala | nestartovala | nestartovala | nestartovala | ×   |        |
| 2018/19 | MS  | Östersund            | 8.           | 19.          | 2.           | 17.          | 5.           | 4.           | –   | 33 let |
| 2019/20 | MS  | Anterselva           | 21.          | 12.          | 6.           | 13.          | 8.           | 6.           | –   | 34 let |

Poznámka: Výsledky z mistrovství světa se započítávají do celkového hodnocení světového poháru, výsledky z olympijských her se dříve započítávaly, od olympijských her v Soči se nezapočítávají.

## Vítězství v závodech světové poháru

### Individuální
| Datum:          | Místo:                   | Disciplína:        |
| --------------- | ------------------------ | ------------------ |
| 11. března 2015 | Kontiolahti, Finsko (MS) | vytrvalostní závod |
| 23. ledna 2016  | Anterselva, Itálie       | stíhací závod      |

### Kolektivní
| Datum:         | Místo:           | Disciplína: |
| -------------- | ---------------- | ----------- |
| 13. ledna 2019 | Oberhof, Německo | štafeta     |